# IV. Sesonk
IV. Sesonk (uralkodói nevén Hedzsheperré Szetepenré) az ókori egyiptomi XXII. dinasztia egyik uralkodója volt. Nem tévesztendő össze VI. Sesonkkal, aki az 1993 előtti szakirodalomban a IV. sorszámot viseli.

## Felfedezése
Létezése sokáig nem volt ismert, mivel neve és uralkodói neve (Hedzsheperré) is megegyezik I. Sesonk neveivel. David Rohl 1986-ban állt elő az elmélettel – Pieter Gert van der Veen 1984-es felvetése nyomán –, hogy két Sesonk nevű uralkodó is létezhetett, aki a Hedzsheperré uralkodói nevet viselte: a dinasztia jól ismert alapítója, I. Sesonk, valamint egy későbbi fáraó, a dinasztia korának második feléből, akit Rohl Hedzsheperré Sesonk (b) néven említett, mivel pontos helye a kronológiában még nem volt ismert. Rohl elméletét követően Aidan Dodson is megerősítette az újonnan felfedezett uralkodó létét: bemutatta, hogy a korábbi Hedzsheperré egyszerű jelzőket viselt titulatúrájában, a későbbi pedig jóval bonyolultabbakat.
Dodson azt javasolta, hogy azt az uralkodót, akit Kenneth Kitchen a harmadik átmeneti kor kronológiájáról írt művében IV. Sesonknak nevezett, és akinek uralkodói neve Uszermaatré volt, távolítsák el a XXII. dinasztiába sorolt fáraók közül, és a helyére a Rohl által Hedzsheperré Sesonk (b) néven említett király kerüljön, aki mostantól a IV. Sesonk nevet viselje, a régi IV. (Uszermaatré) Sesonk pedig VI. Sesonk legyen. Dodson cikke, melyben összegzi az újonnan felfedezett IV. Sesonk felfedezését és a bizonyítékokat, melyek alapján megkülönböztethető I. Sesonktól, 1993-ban megjelent cikkében összegzi.
IV. Sesonk Hedzsheperré taniszi uralkodó létezésének tényét Rohl és Dodson érvei alapján ma elfogadják az egyiptológusok, köztük Jürgen von Beckerath és Kenneth Kitchen is – utóbbi The Third Intermediate Period in Egypt című könyve harmadik kiadásának előszavában.
Mint arra Dodson rámutatott, IV. Sesonk ugyanazt az uralkodói nevet viselte ugyan, mint nagy elődje, I. Sesonk, de megkülönbözteti tőle rendkívül hosszú személyneve – Sesonk Meriamon Szibaszt Netjerhekaiunu –, melynek utolsó két elemét a XXII. dinasztia fáraói csak fokozatosan kezdték el alkalmazni, II. Oszorkon uralkodásától kezdve. I. Sesonk ezzel szemben csak a rövidebb Sesonk Meriamon nevet használta, közvetlen utódai, I. Oszorkon és I. Takelot pedig szintén nem használtak más jelzőket a Meriamonon („Ámon kedveltje”) kívül. Dodson 1994-es, az egyiptomi uralkodók kanópuszairól írt könyvében rámutat, hogy bár a Szibaszt jelző már II. Oszorkon alatt megjelenik, ekkor még igen ritkán használták, míg a Netjerhekauaszet („Théba istenkirálya”) és Netjerhekaiunu („Héliopolisz istenkirálya”) jelzők kizárólag II. Oszorkon utódainál jelennek meg, azaz III. Sesonknál, Paminál és V. Sesonknál. Ez arra utal, hogy az újonnan azonosított Hedzsheperré Sesonk a taniszi kor végén uralkodott, vagy III. Sesonkkal egyidőben, vagy utána.
Rohl már 1989-ben megjegyezte, hogy egy bizonyos Hedzsheperré Sesonk kártusai megjelennek egy sztélén is (ma Szentpéterváron, Ermitázs 5630), melyet a király 10. évében készítettek. Ez a sztélé említi Niumateped libu törzsfőt, akit egy általában V. Sesonknak tulajdonított 8. uralkodási évben is említenek. Mivel „A libu törzs főnöke” cím csak III. Sesonk 31. évétől fordul elő, úgy tűnik, az újonnan felfedezett király III. Sesonk kortársaként vagy utána uralkodhatott. Dodson megjegyezte, hogy a sztélén szereplő Hedzsheperré Sesonk a titulatúra hosszabb, ma IV. Sesonknak tulajdonított változatát viseli, így a sztélé nem lehet I. Sesonké.
1993-as cikkében Dodson felvetette, hogy IV. Sesonk uralkodását időben III. Sesonk utolsó dokumentált uralkodási éve, a 39. év utánra kell tenni, mivel az, hogy IV. Sesonkot III. Sesonk taniszi sírjába temették, valószínűvé teszi, hogy a XXII. dinasztia tagja volt. Így IV. Sesonk III. Sesonk és Pami között uralkodott.

## Sírja

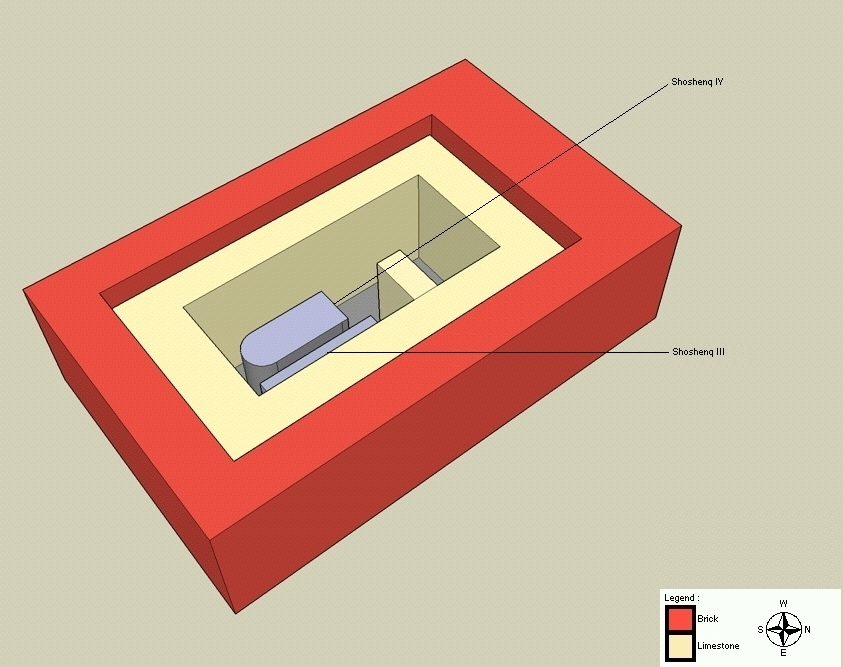
A NRT V sír a két szarkofággal

III. Sesonk kifosztott taniszi sírjában (NRT V) két szarkofágot találtak az ásatás során: az egyiken III. Sesonk (Uszermaatré Szetepenré) neve állt, a másikon nem szerepelt név. Utóbbi szarkofág a sírban elfoglalt helyéből ítélve egyértelműen másodlagos temetkezéshez tartozott. A sír padlóját borító törmelékben egy vagy két kanópuszedény számos töredéke került elő, rajtuk egy bizonyos Hedzsheperré Sesonk kártusai. Rohl rámutatott, hogy a berlini Staatliche Museumban őrzik I. Sesonk (trónneve szintén Hedzsheperré) kanópuszládáját, de a III. Sesonk sírjában talált kanópuszedények túl nagyok ahhoz, hogy ebbe tehették volna őket. Rohl erre alapozta elméletét, mely szerint két Hedzsheperré Sesonk létezett. Dodson rámutatott, hogy a Taniszban talált kanópuszedényeken a Hedzsheperré Szetepenré Meriamon Szibaszt Netjerhekaiunu név áll, és mivel a netjerhekaiunu jelzőt a XXII. dinasztia uralkodói III. Sesonk előtt nem használták, ez világosan bizonyítha, hogy az újonnan felfedezett IV. Sesonkot III. Sesonk sírjába temették, és őt követte a trónon. Ezzel az is egyértelművé vált, hogy a sírban lévő második szarkofágba temetett uralkodó minden bizonnyal nem azonos I. Sesonkkal. Dodson eleinte vonakodott elfogadni Rohl feltételezését egy második Hedzsheperré Sesonkról, de a régészeti bizonyítékokkal kapcsolatos saját kutatásai végül meggyőzték.

## Fordítás
- Ez a szócikk részben vagy egészben  a   Shoshenq IV című angol Wikipédia-szócikk ezen változatának fordításán alapul.  Az eredeti cikk szerkesztőit annak laptörténete sorolja fel. Ez a jelzés csupán a megfogalmazás eredetét és a szerzői jogokat jelzi, nem szolgál a cikkben szereplő információk forrásmegjelöléseként.